# Theater District (San Francisco)
Pour les articles homonymes, voir Theater District.
Le Theater District est un quartier de la ville de San Francisco en Californie.
Il doit son nom aux salles de théâtre présentes dans ce quartier. Il est situé entre Union Square et Tenderloin (San Francisco) (en),.